# Геллій Максим
Геллій Максим (лат. Gellius Maximus, ? — близько 219) — військовик-узурпатор часів Римської імперії.

## Життєпис
Про його родину, дату та місце народження немає відомостей. Був сином лікаря. Завдяки своїм здібностям та військовій службі досяг статусу римського сенатора. Його честолюбний характер проявив себе, коли він став легатом IV Скіфського легіону, який дислокувався у Сирії. У 219 році, скориставшись періодом заворушень, що припали на правління Елагабала, він оголосив себе імператором. Елагабал, однак, придушив повстання і наказав стратити Геллія Максима.